# The Serial Killer's Wife
The Serial Killer's Wife är en brittisk dramathrillerserie som hade premiär på Paramount+ den 15 december 2023. Första säsongen består av fyra avsnitt.

## Handling
Serien kretsar kring Beths vars man Tom, en läkare, arresteras misstänkt för att vara en seriemördare. Beth undersöker saken vidare tillsammans med hans bästa vän och fler bevis framkommer, vilket tvingar henne att ifrågasätta om hon verkligen känner mannen hon gifte sig med.

## Rollista (i urval)
- Annabel Scholey - Beth Fairchild
- Jack Farthing - Tom Fairchild
- Luke Treadaway - Adam Plummer
- Angela Griffin - Aline Edgeworth
- Julie Graham - Clover
- Shobna Gulati - Kiran
- Hari Dhillon - Maxwell
- Morgana Robinson - Jules